# Lea Alaerts
Lea Alaerts (Leuven, 6 april 1954) is een voormalige Belgische atlete, die was gespecialiseerd in de sprint en het hordelopen. Zij nam tweemaal deel aan de Olympische Spelen en veroverde op vijf verschillende onderdelen zestien Belgische titels.

## Biografie

### Eerste successen
Lea Alaerts behaalde haar eerste atletiektitel bij de scholieren in 1970. Ook de volgende drie jaar veroverde ze nog vier jeugdtitels op de verschillende sprintnummers. In 1972 behaalde ze haar eerste Belgische titel AC op de 100 m. Met uitzondering van 1974 behaalde ze elk jaar een of meerdere titels. In 1974 miste ze door gezondheidsproblemen het hele outdoorseizoen en ook de Europese kampioenschappen.

### Achttien Belgische records en één WR
In totaal verbeterde Alaerts achttien maal een Belgisch record bij de senioren. In 1973 verbeterde ze de records op de 100 m en 200 m en evenaarde ze het record op de 400 m. In 1975 verbeterde ze ook voor het eerst het record op de 400 m horden. Dat jaar liep ze in Namen tevens 7,2 s op de 60 m vlak, een evenaring van het wereldrecord. In 1977 verbeterde ze op een interland België-Nederland de Belgische records op de 100 en de 200 m opnieuw. Deze records werden pas 21 jaar later verbeterd door Kim Gevaert. Op de Belgische kampioenschappen van 1978 verbeterde ze zowel het record op de 100 m horden, als op de 400 m horden.

### Olympische Spelen
Lea Alaerts nam voor het eerst deel aan de Olympische Spelen van 1976 in Montreal, waar ze uitkwam op de 100 en 200 m, waarin ze telkens werd uitgeschakeld in de kwartfinales. Ook maakte ze deel uit van het Belgische kwartet op de 4 x 400 m estafette, dat niet voorbij de reeksen kwam, maar in elk geval het genoegen smaakte om met 3.32,87 het nationale record te hebben bijgesteld.
In 1978 nam ze deel aan de EK in Praag, waar ze zevende werd op de 400 m horden. Twee jaar later werd ze op de Olympische Spelen van 1980 in Moskou uitgeschakeld in de reeksen van de 200 m. Samen met Regine Berg, Anne Michel en Rosine Wallez behaalde ze met een Belgisch record de finale van de 4 x 400 m, waarin ze zevende werden. Na de Spelen van 1980 stopte ze met atletiek.

### Clubs
Lea Alaerts was aangesloten bij DC Leuven.

## Belgische kampioenschappen
| Onderdeel    | Jaar                                     |
| ------------ | ---------------------------------------- |
| 100 m        | 1972, 1973, 1975, 1976, 1977, 1979, 1980 |
| 200 m        | 1975, 1976, 1977, 1979, 1980             |
| 400 m        | 1973                                     |
| 110 m horden | 1978                                     |
| 400 m horden | 1977, 1978                               |

## Persoonlijke records
Outdoor
| Onderdeel    | Prestatie | Datum           | Plaats   |
| ------------ | --------- | --------------- | -------- |
| 100 m        | 11,41 s   | 27 juli 1977    | Brussel  |
| 200 m        | 23,04 s   | 27 juli 1977    | Brussel  |
| 400 m        | 52,92 s   | 11 juli 1980    | Heverlee |
| 110 m horden | 13,67 s   | 4 augustus 1978 | Brussel  |
| 400 m horden | 56,71 s   | 5 augustus 1978 | Brussel  |

Indoor
| Onderdeel | Prestatie          | Datum           | Plaats    |
| --------- | ------------------ | --------------- | --------- |
| 60 m      | 7,2 s (HT) (ex-WR) | 2 augustus 1975 | Namen     |
| 400 m     | 55,75 s            | 10 maart 1973   | Rotterdam |

## Palmares

### 60 m
- 1974: 6e in reeks EK indoor in Göteborg - 7,85 s
- 1975: 6e in ½ fin. EK indoor in Katowice - 7,49 s
- 1976: 6e in reeks EK indoor in München - 7,52 s
- 1977: 6e in reeks EK indoor in San Sebastian - 7,45 s
- 1978: 6e in ½ fin. EK indoor in Milaan - 7,46 s (7,43 s in reeks)
- 1979: 4e in reeks EK indoor in Wenen - 7,51 s

### 100 m
- 1972:  BK AC - 11,9 s
- 1973:  BK AC – 11,7 s
- 1975:  BK AC – 11,56 s
- 1976:  BK AC - 11,67 s
- 1976: 7e in ¼ fin. OS in Montreal – 11,71
- 1977:  BK AC – 11,49 s
- 1979:  BK AC – 11,62 s
- 1980:  BK AC – 11,56 s

### 200 m
- 1975:  BK AC – 23,36 s
- 1976:  BK AC - 23,74 s
- 1976: 6e in ¼ fin. OS in Montreal – 23,80 s
- 1977:  BK AC – 23,14 s
- 1979:  BK AC – 23,48 s
- 1980:  BK AC – 23,37 s
- 1980: 5e in reeks OS in Moskou – 24,51 s

### 400 m
- 1973: 4e in reeks EK indoor in Rotterdam - 55,75 s
- 1973:  BK AC - 53,8 s

### 100 m horden
- 1978:  BK AC - 13,67 s

### 400 m horden
- 1977:  BK AC – 58,68 s
- 1978:  BK AC – 56,71 s
- 1978: 7e in ½ fin. EK in Praag – 57,68

### 4 x 400 m
- 1976: 6e in reeks OS in Montreal – 3.32,87 (NR)
- 1978: 6e in reeks EK in Praag – 3.33,4
- 1980: 7e OS in Moskou – 3.31,6 (in reeks 3.30,7 = NR)

## Onderscheidingen
- 1975: Grote Feminaprijs van de KBAB
- 1978: Gouden Spike